# Gulpilhares Futebol Clube
O Gulpilhares Futebol Clube é um clube português localizado na freguesia de Gulpilhares, concelho de Vila Nova de Gaia, distrito do Porto. O clube foi fundado em 2 de Janeiro de 1985, fruto de uma equipa de futebol popular, a Casa Barbedo. Essa era uma das muitas equipes de futebol popular que na década de 80 proliferavam na freguesia, que juntamente com as restantes travavam acesos duelos. 
Devido a essa rivalidades saudáveis com as outras equipes existentes na altura os dirigentes da Casa Barbedo resolveram filiar uma equipa na Associação de Futebol do Porto, pois não havia nenhuma na freguesia. Assim, reuniram os Gulpilharenses  em torno de um Clube que representasse a freguesia e em reunião de 02-01-1985 formou-se o Gulpilhares Futebol Clube, numa terra que é dominada e mais conhecida pelo hóquei em patins.

## Futebol
A equipa de futebol sénior participa na Primeira Divisão Distrital da AF Porto.

### Classificações por época
| Época     | Nível | Divisão                      | Classificação | Taça de Portugal |
| --------- | ----- | ---------------------------- | ------------- | ---------------- |
| 2012/2013 | 6     | 1ª Divisão da AF Porto       | 1º            | -                |
| 2013/2014 | 5     | Divisão de Honra da AF Porto | 15º           | -                |
| 2014/2015 | 6     | 1ª Divisão da AF Porto       | 1º            | -                |
| 2015/2016 | 5     | Divisão de Honra da AF Porto | 15            | -                |

Legenda das cores na pirâmide do futebol português
     1º nível (1ª Divisão / 1ª Liga) 
     2º nível (até 1989/90 como 2ª Divisão Nacional, dividido por zonas, em 1990/91 foi criada a 2ª Liga) 
     3º nível (até 1989/90 como 3ª Divisão Nacional, depois de 1989/90 como 2ª Divisão B/Nacional de Seniores/Campeonato de Portugal)
     4º nível (entre 1989/90 e 2012/2013 como 3ª Divisão, entre 1947/48 e 1989/90 e após 2013/14 como 1ª Divisão Distrital) 
     5º nível
     6º nível
     7º nível

## Títulos
- 3.ª Divisão da AF Porto: 1993/94
- 1ª Divisão da AF Porto: 2012/13
- 1ª Divisão da AF Porto: 2014/15

Notas:
- em 2013/14 acabou IIIª Divisão e a primeira competição distrital passou a nível 4